# Andusia
Andusia é um gênero de traça pertencente à família Agonoxenidae.